# 麥迪遜鎮區 (愛荷華州巴特勒縣)
麥迪遜鎮區（英語：Madison Township）是位於美國愛荷華州巴特勒縣的一個行政鎮區。

## 地方資料
根據2010年美國人口普查的數據，麥迪遜鎮區的面積為94.29平方千米，當中陸地面積為94.21平方千米，而水域面積為0.08平方千米。當地共有人口353人，而人口密度為每平方千米3.74人。